# Resolutie 2363 Veiligheidsraad Verenigde Naties
Resolutie 2363 van de Veiligheidsraad van de Verenigde Naties werd op 29 juni 2017 unaniem aangenomen door de VN-Veiligheidsraad. De resolutie verlengde de tien jaar oude UNAMID-vredesmacht in Darfur met een jaar. Er werd eveneens besloten om de missie in het jaar dat volgde gevoelig af te bouwen. De inkrimping was een gevolg van het beleid van de nieuwe Amerikaanse president Donald Trump, dat erop was gericht te besparen op de VN-vredesoperaties.
De vertegenwoordiger van Soedan was tevreden dat de door zijn land gevraagde gefaseerde terugtrekking van UNAMID er kwam. Enkel de gewapende groeperingen bleven in Darfur een bedreiging vormen. Volgens Soedan hadden de vluchtelingen geen noodhulp nodig. Men had gewild dat de resolutie zou oproepen tot een donorconferentie voor de ontwikkeling van Darfur, maar dat was niet gebeurd.
Volgens Human Rights Watch was er echter geen reden om te geloven dat de aanvallen op de bevolking door de Soedanese overheid gestopt zouden zijn. Die had nog steeds dezelfde troepen in Darfur, en dus kon daarop niet vertrouwd worden om de bevolking te beschermen. Ook de leiders van de rebellengroepen JEM en SLA/MM hadden de Veiligheidsraad gevraagd de VN/AU-vredesmacht in Darfur te behouden. Het geweld was dan wel afgenomen, maar het conflict was niet beëindigd en kon ook opnieuw uit de hand lopen, zoals uit gevechten in het noorden en oosten van Darfur was gebleken.

## Achtergrond
Al in de jaren 1950 was het zwarte zuiden van Soedan in opstand gekomen tegen het overheersende Arabische noorden. De vondst van aardolie in het zuiden maakte het conflict er enkel maar moeilijker op. In 2002 kwam er een staakt-het-vuren en werden afspraken gemaakt over de verdeling van de olie-inkomsten. Verschillende rebellengroepen waren hiermee niet tevreden, en in 2003 ontstond het conflict in Darfur tussen deze rebellen en de door de regering gesteunde janjaweed-milities. Die laatsten gingen over tot etnische zuiveringen. In de jaren daarna werden in Darfur grove mensenrechtenschendingen gepleegd waardoor miljoenen mensen op de vlucht sloegen.

## Inhoud
Het aantal militaire confrontaties tussen het leger en rebellengroepen was sterk afgenomen, sinds de overheid een eenzijdige wapenstilstand tot juni 2017 had aangekondigd. De rebellengroepen Soedanees Bevrijdingsleger/Minni Minnawi (SLA/MM) en Beweging voor Rechtvaardigheid en Gelijkheid (JEM) hadden tot november 2017 een wapenstilstand afgekondigd. Desondanks was er recent gevochten in het noorden en oosten van Darfur. Het meeste geweld was van intracommunautaire aard, over grond, middelen, migratie en oude vetes.
Er was meer Soedanese politie in de regio dan voorgaande jaren. Soedan werd gevraagd de politie er verder te versterken ten einde de orde te herstellen en de heersende straffeloosheid aangaande mensenrechtenschendingen te stoppen. UNAMID had meer bewegingsvrijheid gekregen, en de visa voor het personeel werden vlotter uitgereikt. Nochtans bleef de missie geconfronteerd met beperkingen op bijvoorbeeld nachtelijke patrouilles en het betreden van gebieden waar gevochten werd. Ook bureaucratische hindernissen voor met name de mensenrechtensectie bemoeilijkten de werking.
UNAMID's mandaat werd verlengd tot 30 juni 2018. Secretaris-generaal António Guterres en de voorzitter van de Afrikaanse commissie stelden een tweeledige aanpak voor. In de regio rond Jebel Marra zou UNAMID zich richten op militaire bescherming, het opruimen van oorlogsmunitie en noodhulpverlening. In andere streken, waar niet recent was gevochten, zou de meeste aandacht gaan naar stabilisatie, het ondersteunen van de politie, het beschermen van de bevolking, bemiddeling en het hervormen van de veiligheidsdiensten.
Het maximaal aantal manschappen van de vredesmacht werd voor het komende half jaar naar beneden bijgesteld, van 15 845 naar 11 395 soldaten en van 3403 naar 2888 agenten. In het half jaar dat zou volgen, werden deze aantallen verder verlaagd, tot 8735 soldaten en 2500 agenten.
Lijst ·  2337 ·  2338 ·  2339 ·  2340 ·  2341 ·  2342 ·  2343 ·  2344 ·  2345 ·  2346 ·  2347 ·  2348 ·  2349 ·  2350 ·  2351 ·  2352 ·  2353 ·  2354 ·  2355 ·  2356 ·  2357 ·  2358 ·  2359 ·  2360 ·  2361 ·  2362 ·  2363 ·  2364 ·  2365 ·  2366 ·  2367 ·  2368 ·  2369 ·  2370 ·  2371 ·  2372 ·  2373 ·  2374 ·  2375 ·  2376 ·  2377 ·  2378 ·  2379 ·  2380 ·  2381 ·  2382 ·  2383 ·  2384 ·  2385 ·  2386 ·  2387 ·  2388 ·  2389 ·  2390 ·  2391 ·  2392 ·  2393 ·  2394 ·  2395 ·  2396 ·  2397